# امامزاده سید عبدالله
امامزاده سید عبدالله مربوط به دوره قاجار است و در محلات، محله پائین واقع شده و این اثر در تاریخ ۵ بهمن ۱۳۷۸ با شمارهٔ ثبت ۲۵۵۶ به‌عنوان یکی از آثار ملی ایران به ثبت رسیده است.